# مسطحة العنق
مسطحة العنق (الاسم العلمي: Deroplatys)، هو جنس من الحشرات تتبع فصيلة السراعيف المصلية ضمن رتبة فرس النبي. تستوطن أنواع هذه الحشرة قارة آسيا. تحتوي على أكثر من 12 نوعاً.